# Boccus II
Boccus II (en llatí: Bocchus) va ser rei de Mauretània potser de l'any 80 aC fins al 30 aC. Era fill i successor de Boccus I, i es repartia el govern amb son germà Bogud I. Eren hostils als partidaris de Pompeu, i Cèsar els va confirmar com a reis l'any 50 aC o el 49 aC. Els germans es van repartir el país i el primer governava la part oriental i el segon l'occidental (la part occidental per uns anys, del 80 al 60 aC, ja havia estat independent).
Boccus II es va apoderar de territoris de Numídia (conquesta de Cirta la capital) cap a l'any 48 aC durant la revolta del rei Juba I, i el 45 aC els romans li van reconèixer a Boccus aquest territoris i encara els van ampliar amb els dominis de Masinissa II, aliat de Juba. Però a la mort de Juli Cèsar (44 aC) Arabió, fill de Masinissa, es va apoderar del regne patern expulsant a Boccus I.
Durant la guerra civil, Boccus II es va situar al costat d'Octavi August, i el 38 aC es va apoderar de la part occidental del seu nebot Bogud II, fill i successor de Bogud I i aliat de Marc Antoni, aprofitant que el sobirà era a Hispània. Octavi August el va confirmar com a únic rei de Mauritània.
Va morir després del 33 aC i abans del 30 aC i el regne es va convertir en província romana.